# Raetie

Římská říše kolem roku 120, červeně zvýrazněna Raetie

Raetie, případně latinsky Raetia, bylo území a později provincie římské říše, jež sahalo zhruba od Bodamského jezera (Lacus Brigantinus) směrem na východ k řece Inn (Aenus). Severní hranici provincie tvořila řeka Dunaj (Danuvius), za níž se rozkládalo neklidné území „svobodné Germánie“. Penninské Alpy na západě a na jihu oddělovaly Raetii od Horní Germánie a Itálie, zatímco na východě se nacházelo Noricum. V současnosti toto území zaujímá střední a východní Švýcarsko, jižní Bavorsko, jihovýchod Bádenska-Württemberska, Lichtenštejnsko, Vorarlbersko a většinu Tyrolska (včetně jeho italské části).

## Dějiny

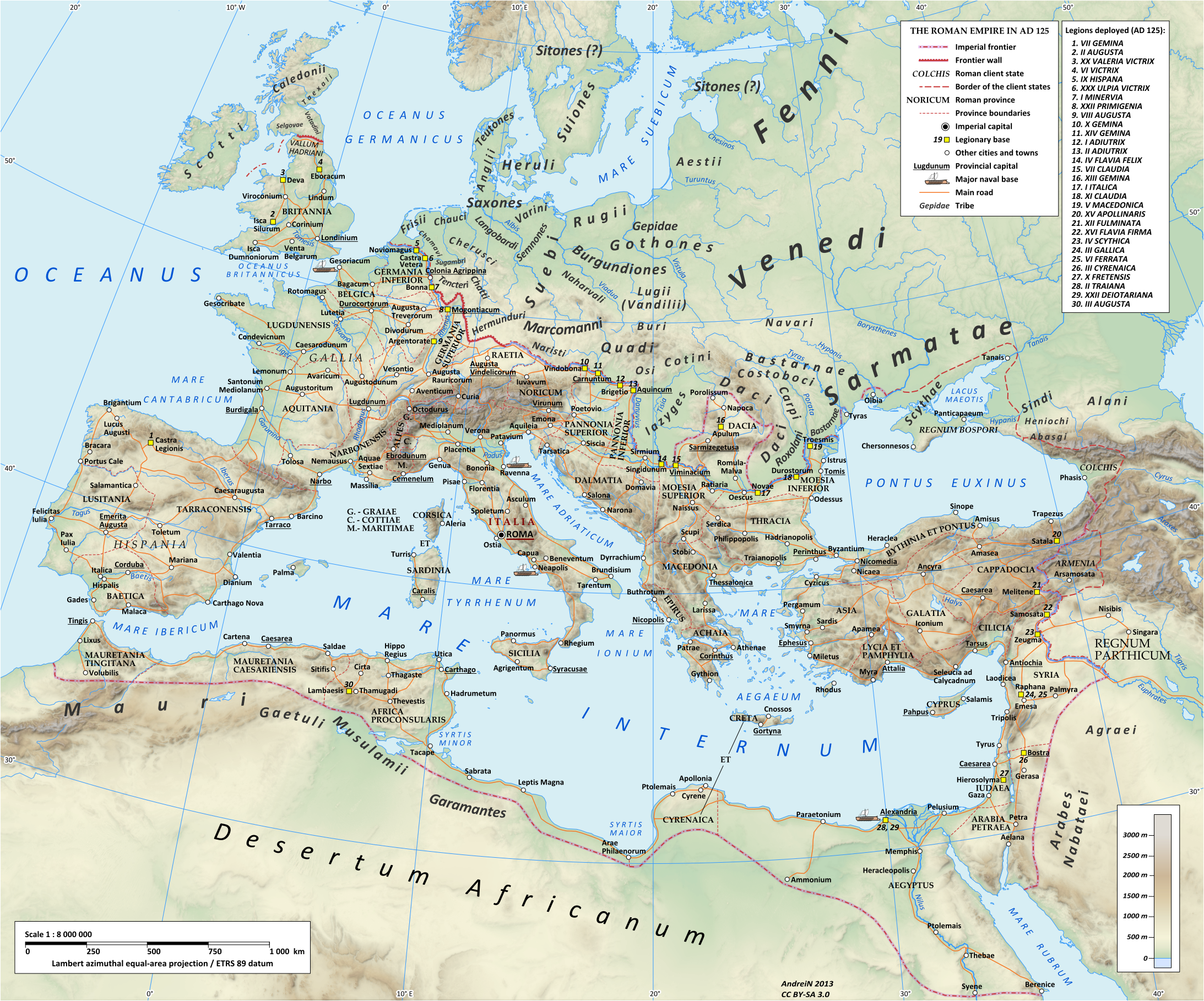
Římské provincie za vlády císaře Hadriána (r. 117–138 n. l.) včetně rozmístění posádek legií

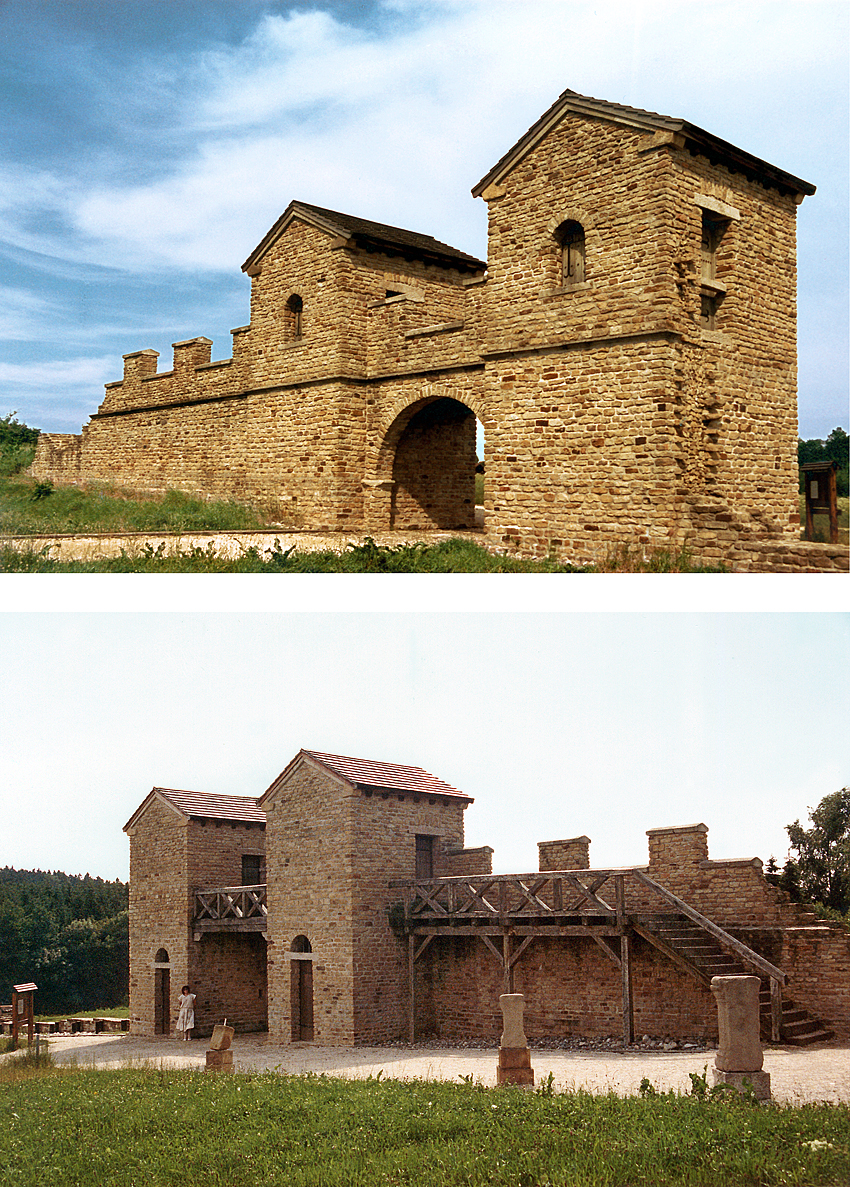
Hornogermánský a raetský limes u města Welzheim

Raety jako nejmocnější alpský kmen poprvé připomínal Polybios, ovšem až do zániku republiky se zmínky o nich vyskytovaly v dílech římských historiků jen velmi sporadicky. O historii Raetů toho tudíž není mnoho známo. Livius byl přesvědčen o jejich etruském původu. Tuto domněnku s ním sdíleli také historikové Niebuhr a Mommsen. Podle tradičního výkladu zaznamenaného Justinem a Pliniem starším představovali Raetové část Etrusků, která sídlila nejprve v údolí řeky Pádu, odkud byla ale vypuzena Kelty na přelomu 5. a 4. století př. n. l. Označení Raetové prý přijali podle svého náčelníka, jménem Raetus. Bližší realitě však zřejmě bude hypotéza, podle níž byl název tohoto kmene odvozen z keltského výrazu rait („horská země“). Bez ohledu na to, zda přijmeme teorii o etruském původu Raetů, skutečností zůstává, že v době, kdy Římané navázali první kontakty s obyvateli Raetie, byla tato země plně v moci keltských kmenů. Předchozí populace zcela splynula s Kelty, takže Raety lze v pozdějších dobách označit za ryze keltský národ, třebaže mezi nimi žily také některé cizí kmeny (například Lepontiové).
Raetové si udržovali nezávislost až do roku 15 př. n. l., kdy byli poraženi římským vojskem, které proniklo na sever skrze Brennerský průsmyk. Velitelem Římanů byl Augustův nevlastní syn Drusus. V témže roce si Drusův bratr a pozdější římský císař Tiberius podrobil údolí horního Rýna a oblast Bodamského jezera, kolem nějž se rozkládala sídla Vindeliků. Tento kmen přemohli Římané v bitvě na jezeře, během níž se zmocnili dnešního ostrova Reichenau. Ten pak vítězům posloužil jako základna k dalším výbojům do okolních krajů. V následujících letech bylo celé území mezi řekami Dunajem a Innem začleněno do nově vzniklé římské provincie, která byla zpočátku spravovaná vojenským prefektem a později prokurátorem z řad jezdeckého stavu. Hlavní komunikační trasou byla silnice vedoucí přes Brennerský průsmyk, jež spojovala dnešní města Veronu a Augsburg. Obyvatelstvo raetských údolí bylo poměrně rychle romanizováno. Mezi důležitá města Raetie náležela Augusta Vindelicorum (Augsburg), Brigantium (Bregenz), Castra Batavorum (Pasov), Castra Regina (Řezno) a Tridentum (Trento).
Na obranu před vpády germánských kmenů ze severu byl v průběhu 1. století zbudován Limes Germanicus. Jeho 166 kilometrů dlouhá raetská část byla tvořena silnou kamennou hradbou doplněnou strážními věžemi. Ve druhé polovině 1. století si Římané podmanili Agri Decumates (území mezi Rýnem, Mohanem a Dunajem), čímž byla Raetie částečně chráněna před útoky barbarů. Až do konce 2. století provincie nedisponovala stálou posádkou a spoléhala se výhradně na domorodé pomocné sbory (auxilia). Teprve za vlády Marca Aurelia byla do Raetie umístěna římská legie (Legio III Italica), jejíž velitel působil od tohoto okamžiku jako místodržitel provincie v hodnosti císařského legáta (legatus Augusti pro praetore). Za Diocletiana byla Raetie součástí diecéze Itálie, přičemž byla rozdělena na dvě provincie: Raetia prima (hornatější a jižněji položená) a Raetia secunda (totožná s někdejším územím Vindeliků). Jejich správci byli úředníci v hodnosti preasides, jimž byl nadřízen dux zodpovědný za obě tyto země.
V době konečného úpadku západořímské říše byla Raetie sužována vytrvalými nájezdy Germánů. Už od poloviny 3. století, kdy Římané vyklidili Agri Decumates, začal vzrůstat tlak germánských Alamanů na její severní a západní hranice. V roce 488 nařídil správce Itálie Odoaker opuštění Raetie secundy, což usnadnilo pronikání Alamanů. Zhruba v témže čase se většina Markomanů přesunula z Čech do oblastí východně od řeky Lechu, kde byli později známi jako Bajuvarové (Bavoři). Naproti tomu politická a kulturní pouta Raetie primy vůči Itálii přetrvala ještě po dlouhou dobu. Po ovládnutí Ostrogóty Theodoricha Velikého se do určité míry opět pozdvihla ke své bývalé prosperitě. Latinský jazyk ve své vulgarizovanější podobě (z něhož se vyvinula dnešní rétorománština) a křesťanská víra zde proto přečkaly bez vážnějších otřesů období stěhování národů. Ve středověku se Raetií nazývalo území dřívější Raetie primy. Dodnes je toto jméno užíváno ve švýcarském kantonu Graubünden dosud obývaném potomky romanizovaných keltských obyvatel Raetie, kteří se nazývají Rétorománi.

## Hospodářství
Raetie byla velice hornatá země. Hlavním způsobem obživy jejích obyvatel byl tudíž chov dobytka a těžba dřeva. Obdělávání půdy byla věnována jen malá pozornost, přesto některá úrodná údolí poskytovala hojnost obilí. Brzy po příchodu Římanů nastal rozmach obchodu a dařilo se též zemědělství. Místní svahy byly osázeny vinohrady, jež produkovaly víno považované ze stejně kvalitní jako italské. Dokonce i sám Augustus prý dával přednost raetskému vínu před kterýmkoli jiným. Nejvýznačnějšími obchodními komoditami, které zde byly získávány, byly vosk, med, smůla a sýry.